# Vatica flavovirens
Vatica flavovirens är en tvåhjärtbladig växtart som beskrevs av V. Slooten. Vatica flavovirens ingår i släktet Vatica och familjen Dipterocarpaceae. Inga underarter finns listade i Catalogue of Life.